# Juka
Juka (Yucca) je rod jednoděložných rostlin z čeledi chřestovitých, kde je zařazen do podčeledi agávových (Agavoideae) (podle taxonomického systému APG III).

## Popis
Jedná se o vytrvalé rostliny, někdy stromkovitého vzrůstu (vzdáleně připomínající palmy), kmen může být větvený nebo nikoliv. Listy jsou zpravidla v přízemních nebo koncových růžicích, jsou přisedlé. Čepele jsou čárkovité až kopinaté s celokrajným nebo zubatým okrajem, většinou jsou tuhé a někdy i víceméně dužnaté. Květy jsou v květenstvích, latách nebo hroznech, květy jsou oboupohlavné a jsou podepřeny listeny. Okvětních lístků je 6, jsou volné nebo na bázi srostlé, často zdužnatělé, většinou bílé až krémové barvy, někdy se zelenavým či purpurovým nádechem. Tyčinek je 6, nitky jsou zploštělé, takže jsou asi stejně široké jako prašníky. Gyneceum je srostlé ze 3 plodolistů, blizny jsou většinou 3, méně často 1. Plodem je tobolka až bobule.

## Rozšíření

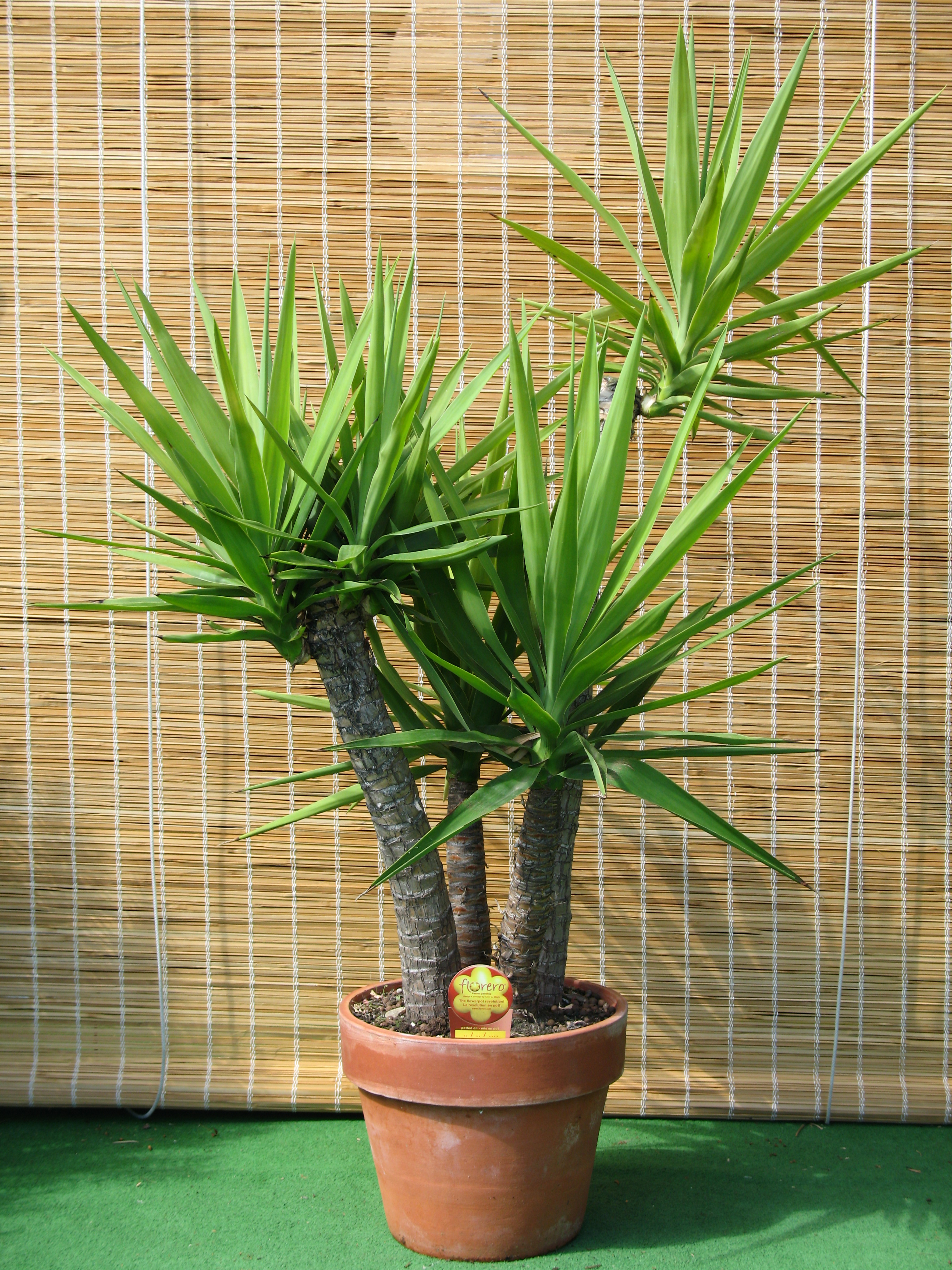
Yucca gloriosa pěstovaná pro okrasu v květináči

Rod juka je přirozeně rozšířen v Americe, a to v jižních částech USA, v Mexiku a v severní části Střední Ameriky. Je známo asi 35-40 druhů. Jako okrasná rostlina se však pěstuje i jinde, někdy i v České republice.

## Ekologie
Juky mají velmi speciální mutualismus. Opylují je totiž pouze motýli čeledi skvrnovníčkovití, kteří přenášejí jejich pyl z tyčinek jedné rostliny na bliznu druhé. Přitom do nich nakladou svá vajíčka. Vylíhlé larvy se pak živí některými z rozvíjejících se semen, nechávají jich však dost, aby se juky množily. Některé druhy skvrnovníčkovitých se však chovají zčásti odlišně, nepomáhají sice při opylování rostlin, ale svá vajíčka do nich nakladou, aby je juky ochránily před nepřáteli. Juky jsou též hostitelskými rostlinami housenek rodu Megathymus, a sice druhů Megathymus yuccae, Megathymus ursus a Megathymus streckeri.

## Druhy
- Sekce Yucca Engelm. Syn.: Sarcocarpa
  - Serie Faxonianae Hochstätter:
    - Yucca carnerosana (Trel.) McKelvey
    - Yucca faxoniana (Trel.) Sarg.

  - Serie Baccatae Hochstätter
    - Yucca arizonica McKelvey
    - Yucca baccata Torr.)
      - Yucca baccata subsp. baccata
      - Yucca baccata subsp. vespertina (McKelvey) Hochstätter
      - Yucca baccata subsp. thornberi (McKelvey) Hochstätter

    - Yucca confinis McKelvey

  - Serie Treculianae Hochstätter
    - Yucca capensis Lenz
    - Yucca declinata Laferr.
    - Yucca decipiens Trel.
    - Yucca filifera Chabaud
    - Yucca grandiflora Gentry
    - Yucca jaliscensis Trel.
    - Yucca mixtecana Garcia-Mend.
    - Yucca periculosa Baker
    - Yucca potosina Rzed.
    - Yucca schidigera Roezl ex Ortgies
    - Yucca schottii Engelm.
    - Yucca torreyi Shafer)
    - Yucca treculiana Carriere)
    - Yucca valida Brandegee)

  - Serie Gloriosae Hochstätter
    - Yucca gloriosa L.)
    - Yucca recurvifolia Salisb.

  - Serie Yucca
    - Yucca aloifolia L.)
    - Yucca elephantipes Regel)
    - Yucca lacandonica Gomez Pompa & J.Valdes
    - Yucca linearifolia Clary
    - Yucca madrensis Gentry
    - Yucca yucatana Engelm.
- Sekce Endlichiana Hochstätter
  -     - Yucca endlichiana Trel.
- Sekce Clistocarpa Engelm.
  -     - Yucca brevifolia Engelm.):
      - Yucca brevifolia subsp. brevifolia
      - Yucca brevifolia subsp. jaegeriana (McKelvey) Hochstätter
      - Yucca brevifolia subsp. herbertii (Webber) Hochstätter
- Sekce Chaenocarpa Engelm.
  - Serie Filamentosae Hochstätter
    - Yucca filamentosa L.):
      - Yucca filamentosa subsp. filamentosa
      - Yucca filamentosa subsp. smalliana (Fernald) Hochstätter
      - Yucca filamentosa subsp. concava (Haw.) Hochstätter

    - Yucca flaccida Haw.)

  - Serie Rupicolae Hochstätter:
    - Yucca cernua E.L.Keith
    - Yucca pallida McKelvey
    - Yucca queretaroensis Lujan
    - Yucca reverchonii Trel.
    - Yucca rigida (Engelm.) Trel.
    - Yucca rostrata Engelm. ex Trel.
    - Yucca rupicola Scheele
    - Yucca thompsoniana Trel.

- - Serie Harrimaniae Hochstätter
    - Yucca harrimaniae Trel.

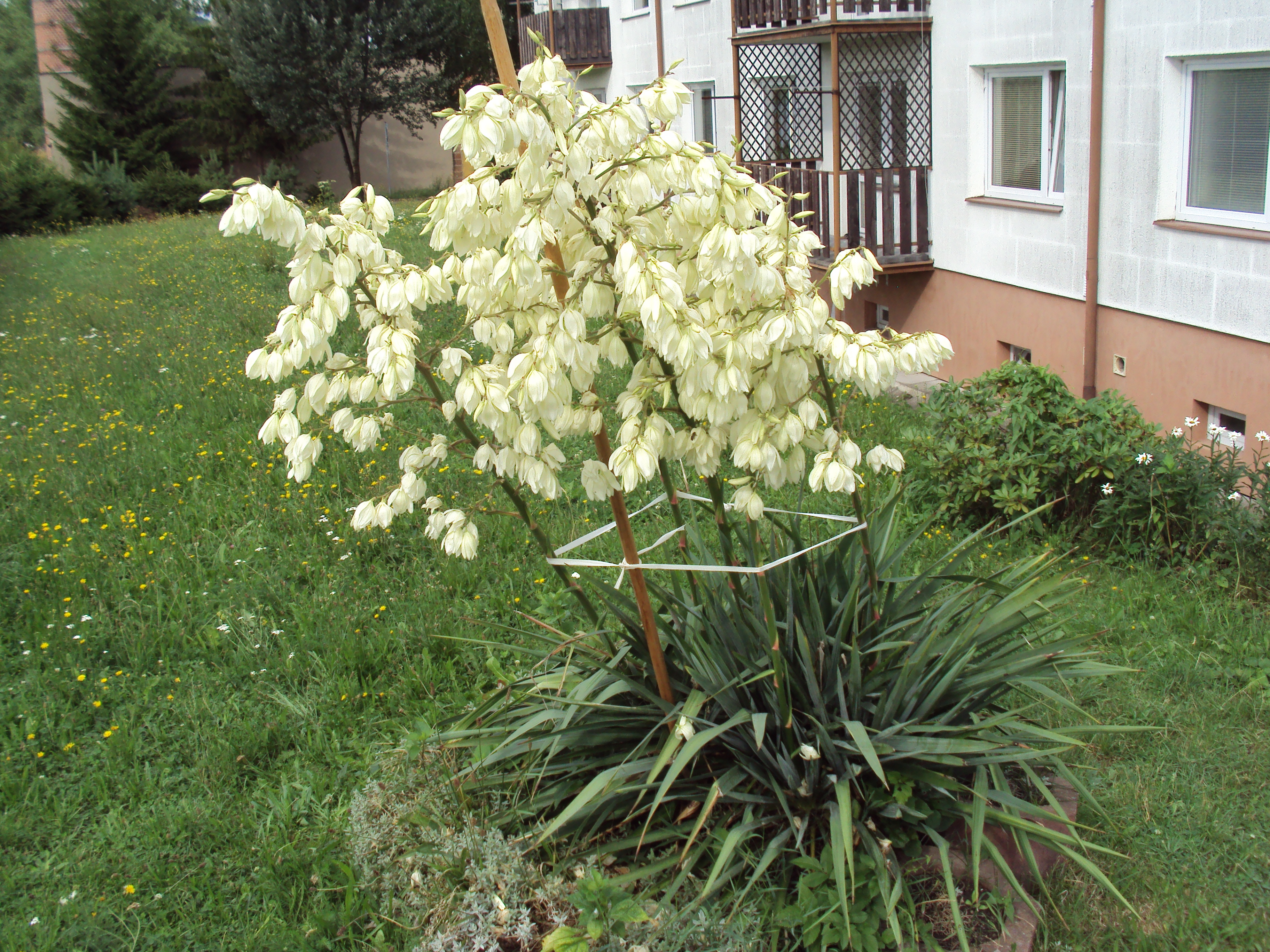
Těchto juk jsou po Zákupech desítky, tato je v Nových Zákupech

      - Yucca harrimaniae subsp. harrimaniae
      - Yucca harrimaniae subsp. neomexicana (Wooton & Standl.) Hochstätter
      - Yucca harrimaniae subsp. sterilis (Neese & Welsh) Hochstätter
      - Yucca harrimaniae subsp. gilbertiana (Trel.) Hochstätter

    - Yucca nana Hochstätter)

  - Serie Glaucae (McKelvey) Hochstätter:
    - Yucca angustissima Engelm. ex Trel.:
      - Yucca angustissima Engelm. ex Trel. subsp. angustissima
      - Yucca angustissima subsp. toftiae (Welsh) Hochstätter
      - Yucca angustissima subsp. kanabensis (McKelvey) Hochstätter
      - Yucca angustissima subsp. avia (James Lauritz Reveal) Hochstätter

    - Yucca arkansana Trel.:
      - Yucca arkansana subsp. arkansana
      - Yucca arkansana subsp. louisianensis (Trel.) Hochstätter
      - Yucca arkansana subsp. freemanii (Shinners) Hochstätter

    - Yucca baileyi Wooton & Standl.:
      - Yucca baileyi subsp. baileyi
      - Yucca baileyi subsp. intermedia (McKelvey) Hochstätter

    - Yucca coahuilensis Matuda & Lujan
    - Yucca campestris McKelvey
    - Yucca constricta Buckley
    - Yucca elata Engelm.):
      - Yucca elata subsp. elata
      - Yucca elata subsp. utahensis (McKelvey) Hochstätter
      - Yucca elata subsp. verdiensis (McKelvey) Hochstätter

    - Yucca glauca Nutt.):
      - Yucca glauca subsp. glauca
      - Yucca glauca subsp. stricta (Sims) Hochstätter
      - Yucca glauca subsp. albertana Hochstätter
- Sekce Hesperoyucca Engelm.:
  -     - Yucca whipplei Torr.:
      - Yucca whipplei subsp. whipplei
      - Yucca whipplei subsp. caespitosa (M.E.Jones) A.L.Haines
      - Yucca whipplei subsp. intermedia A.L.Haines
      - Yucca whipplei subsp. percursa A.L.Haines
      - Yucca whipplei subsp. newberryi (McKelvey) Hochstätter
      - Yucca whipplei subsp. eremica Epling & A.L.Haines

## Galerie

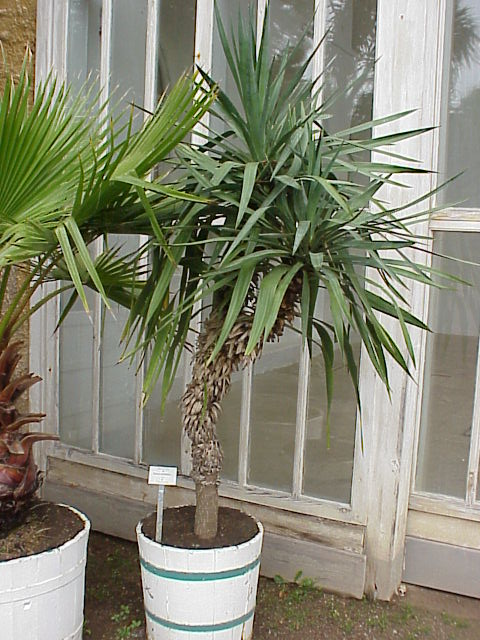
Yucca aloifolia
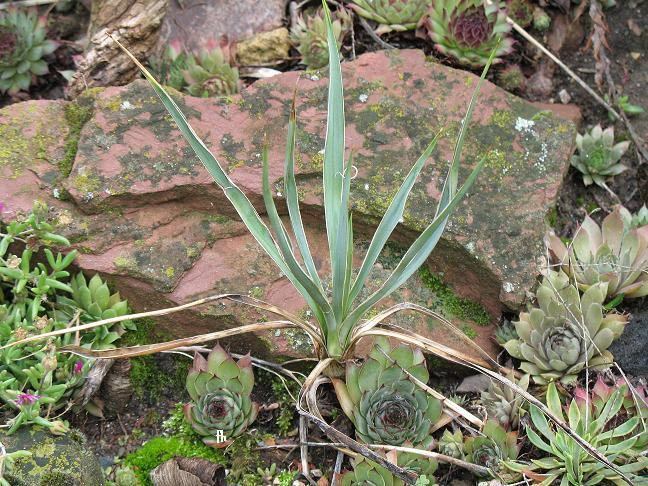
Yucca angustissima var. avia
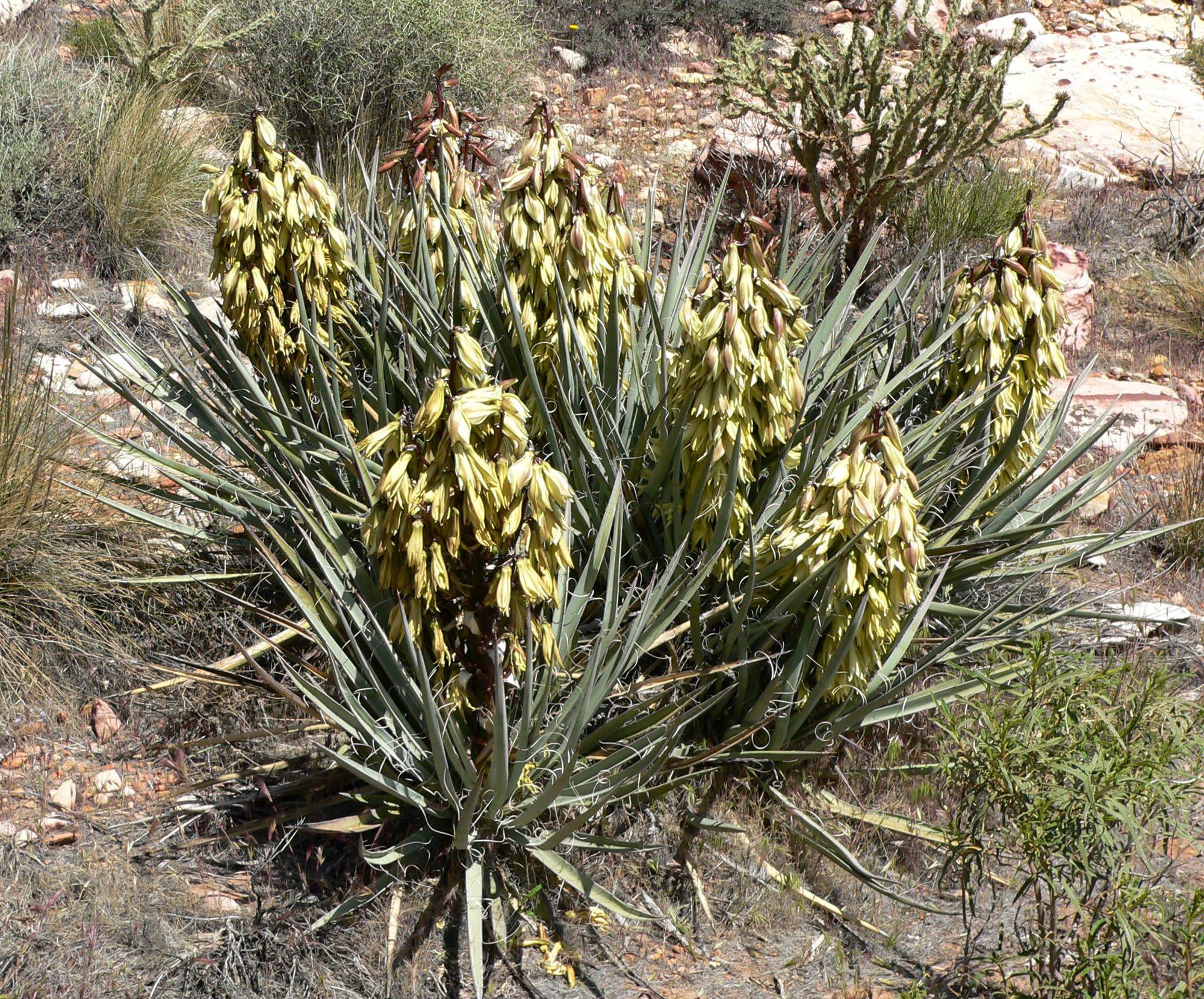
Yucca baccata
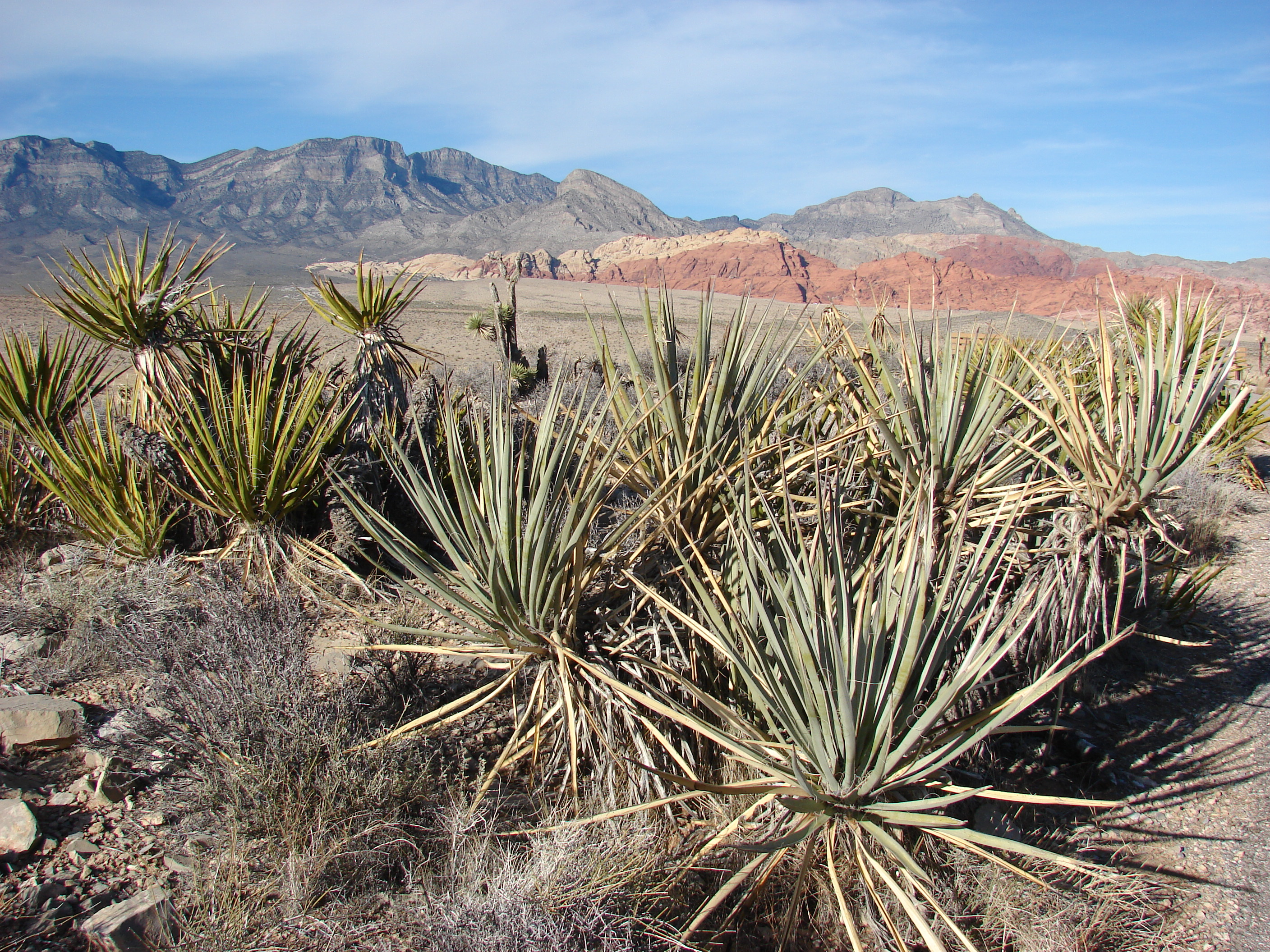
Yucca baccata var. baccata
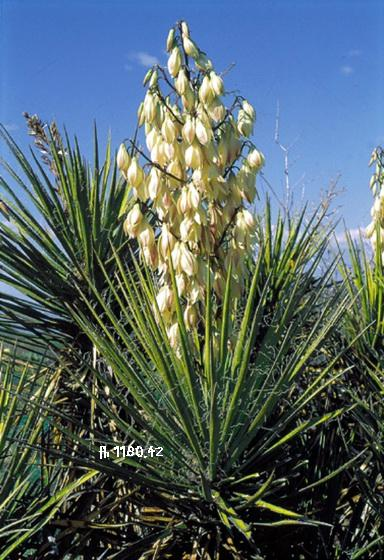
Yucca baccata var. brevifolia
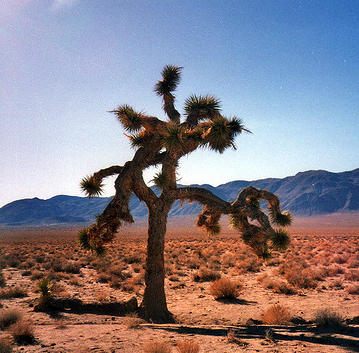
Yucca brevifolia
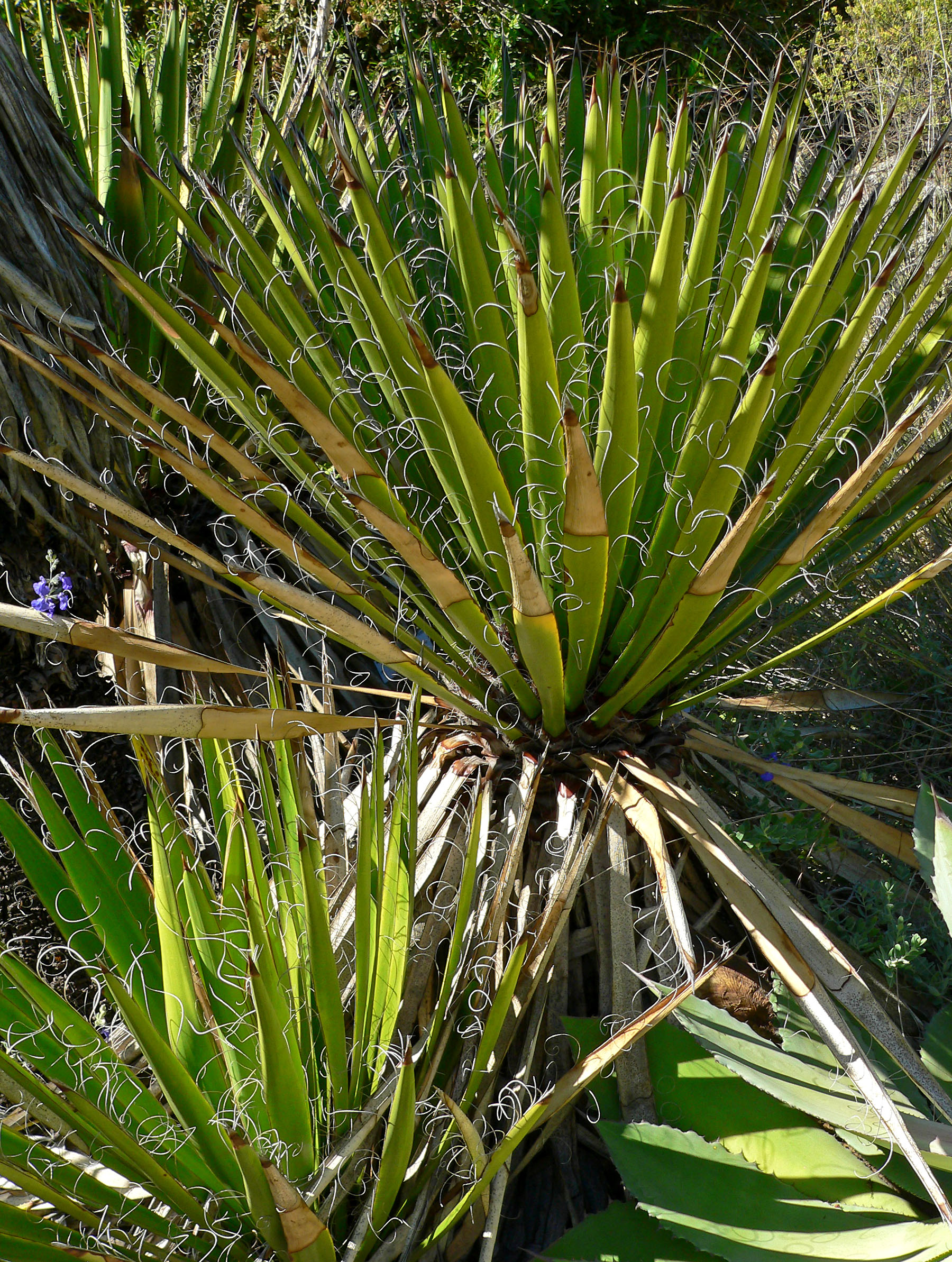
Yucca carnerosana
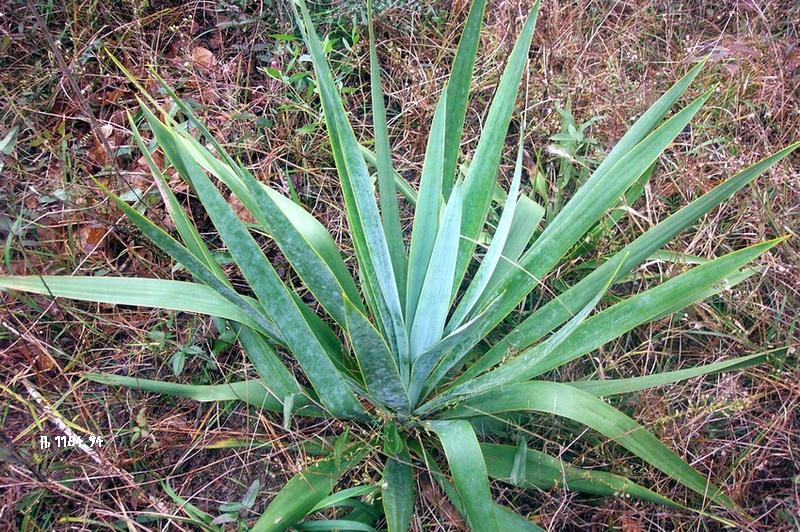
Yucca cernua
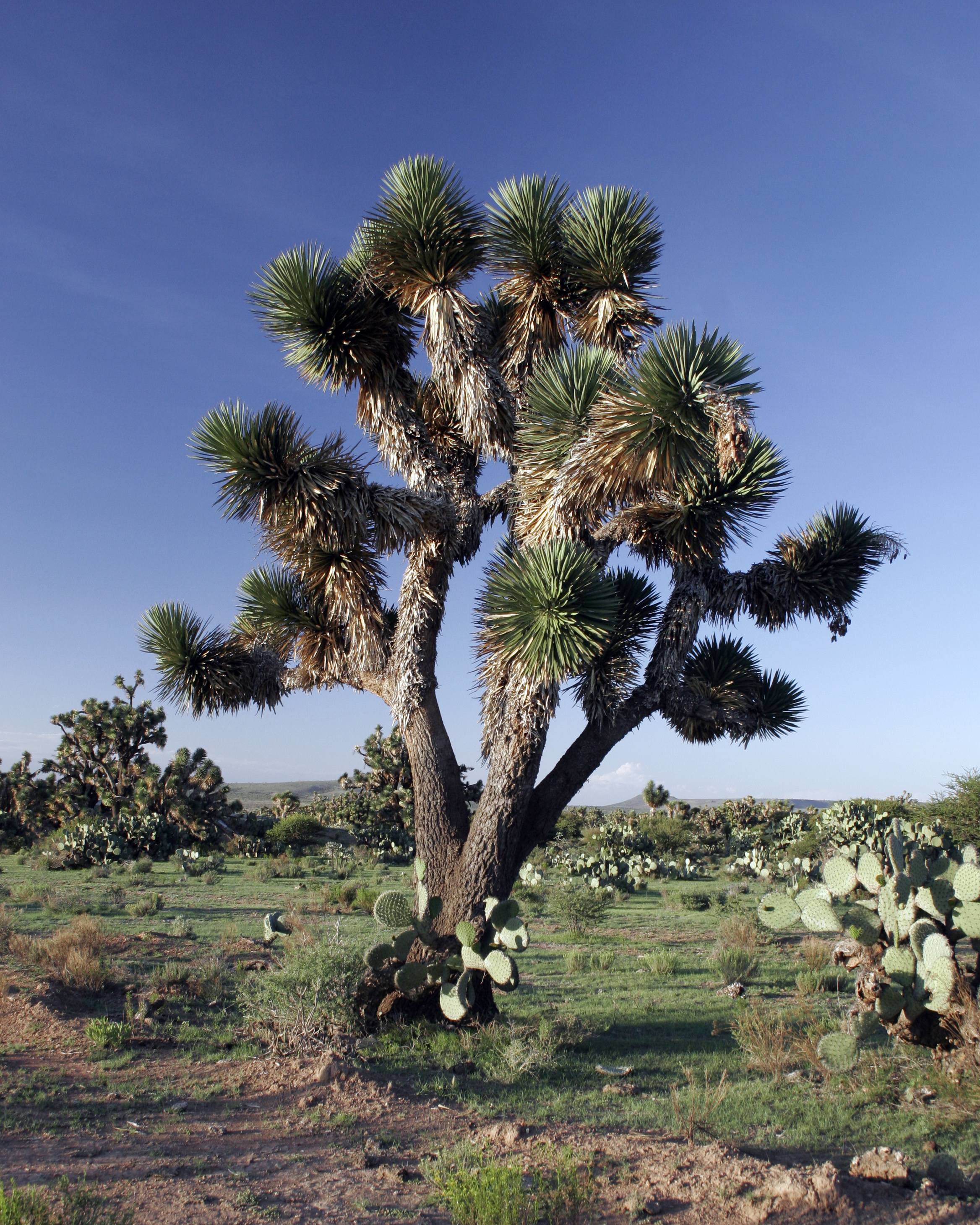
Yucca decipiens
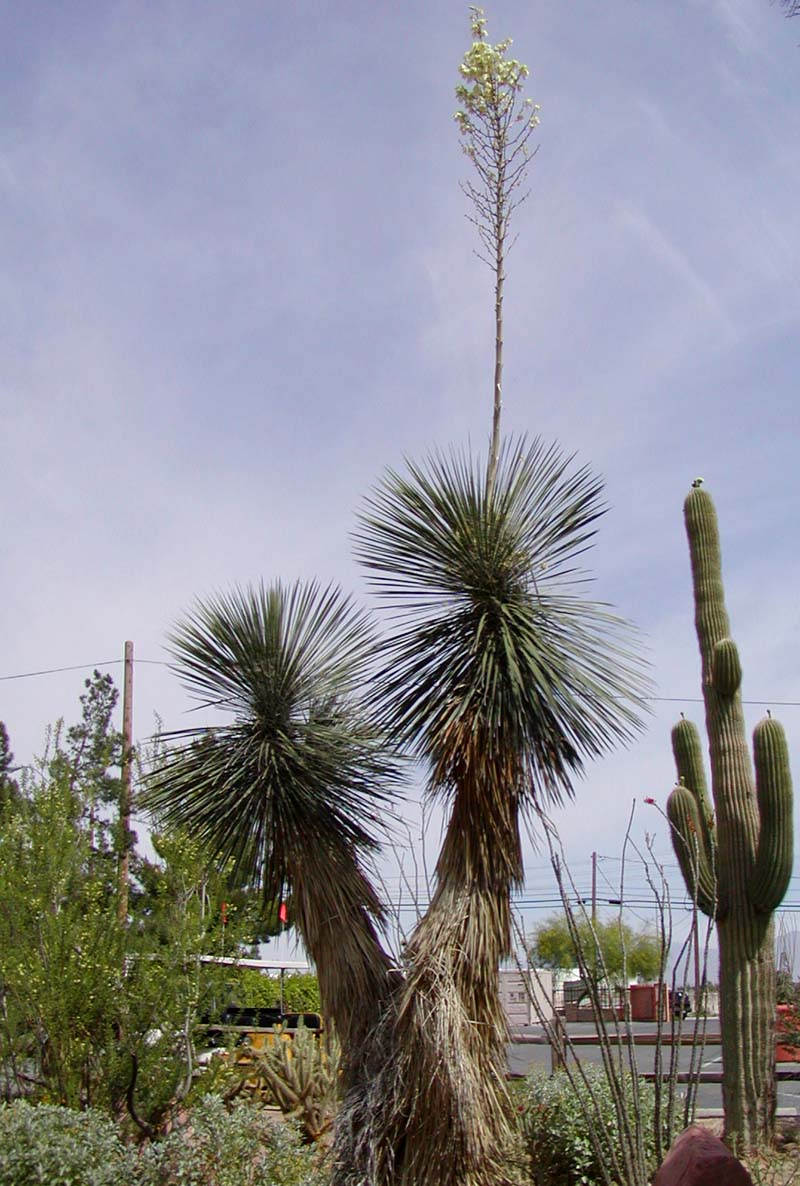
Yucca elata
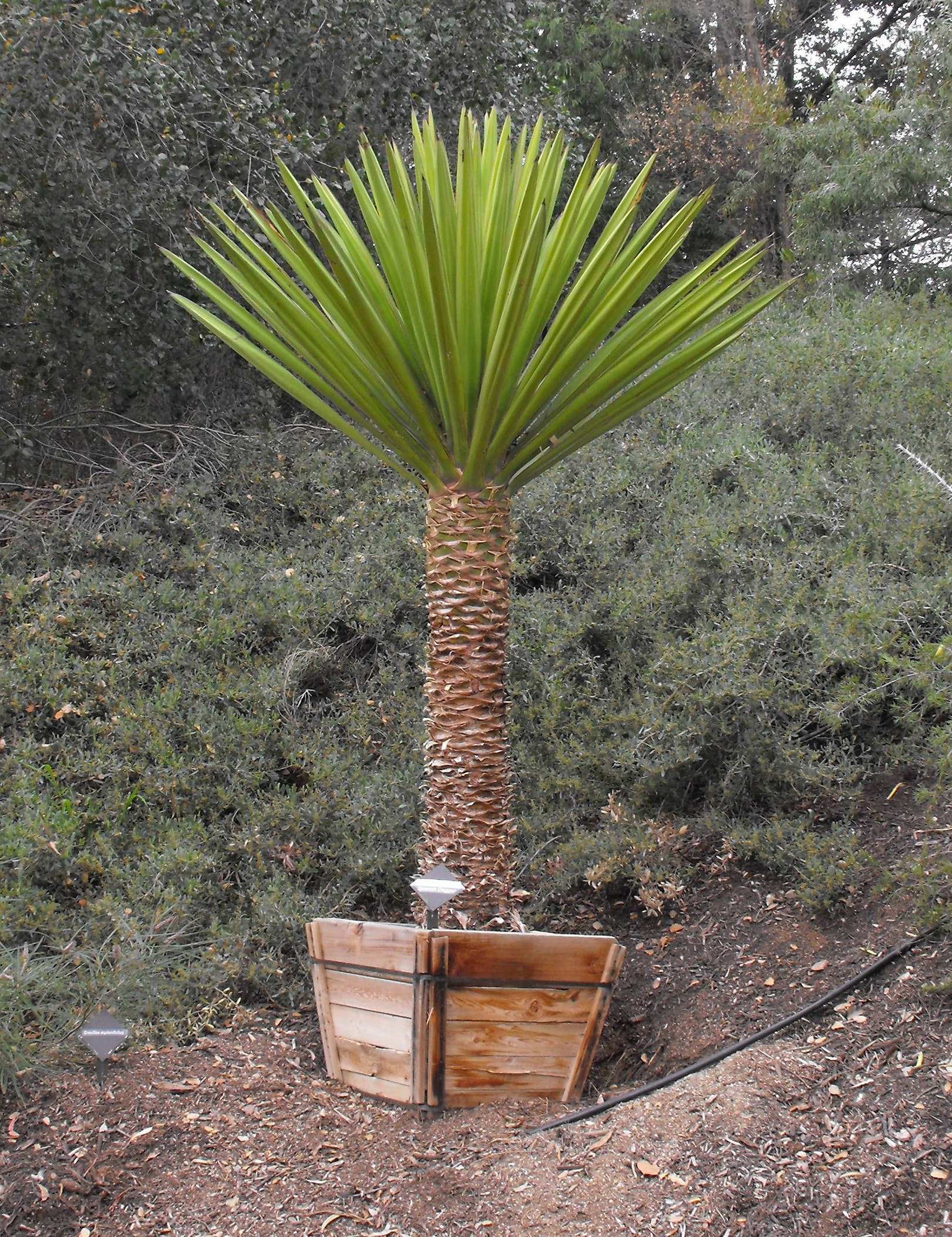
Yucca faxoniana
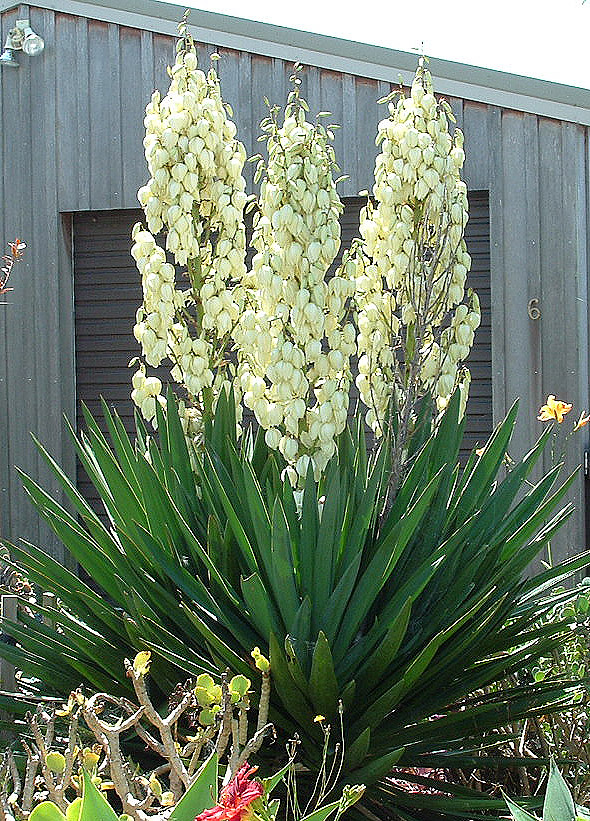
Yucca filamentosa
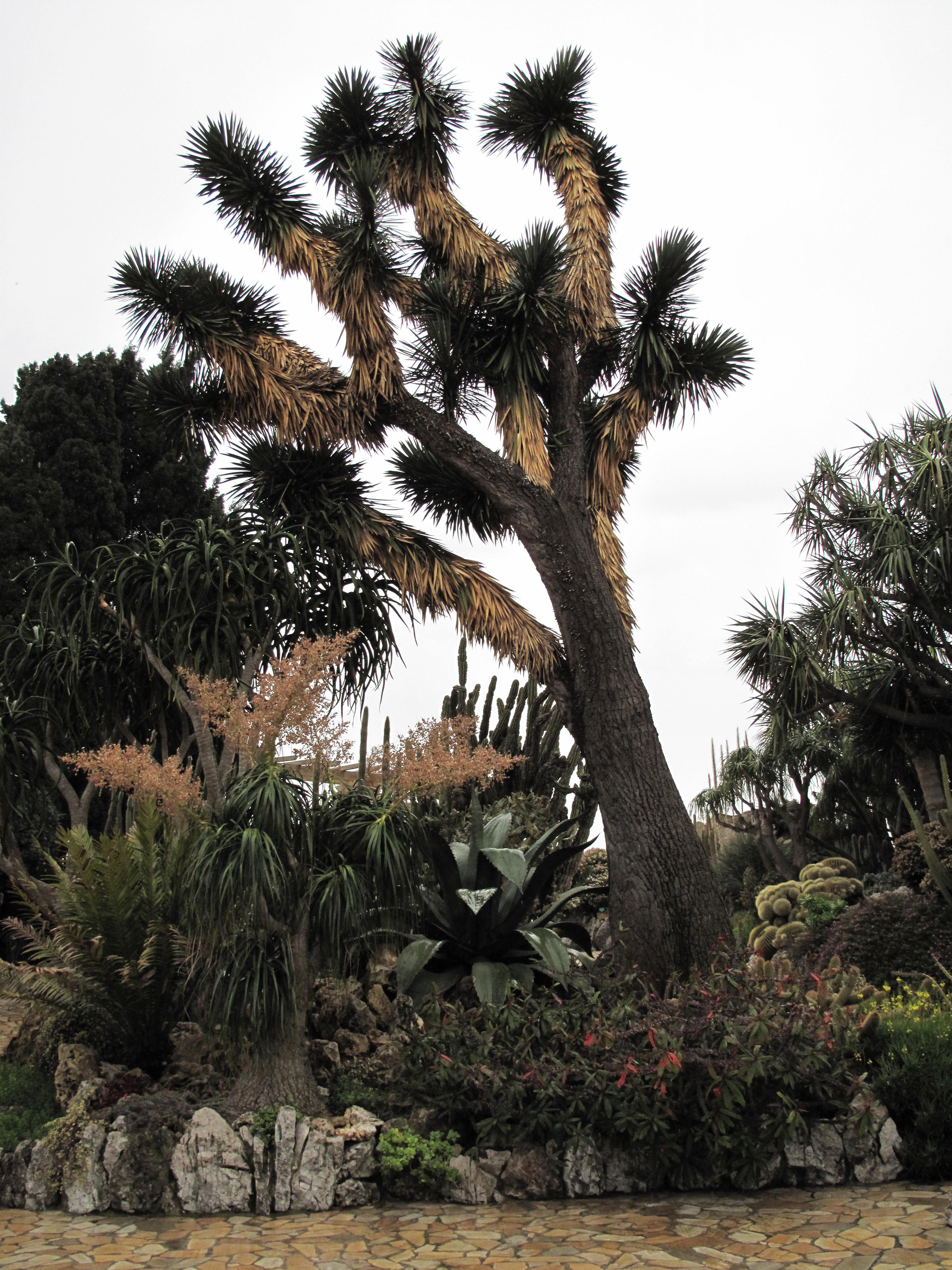
Yucca filifera
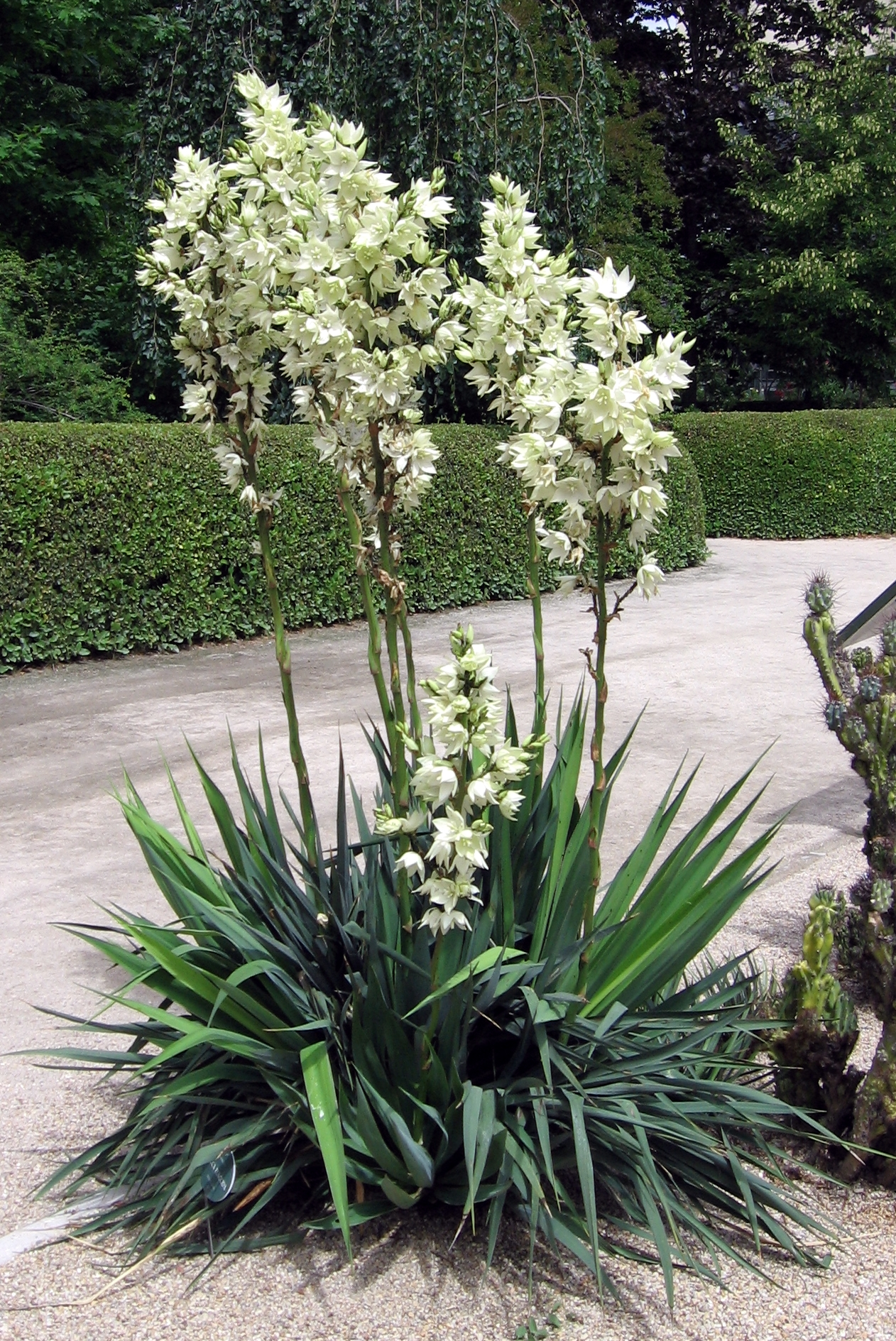
Yucca flaccida
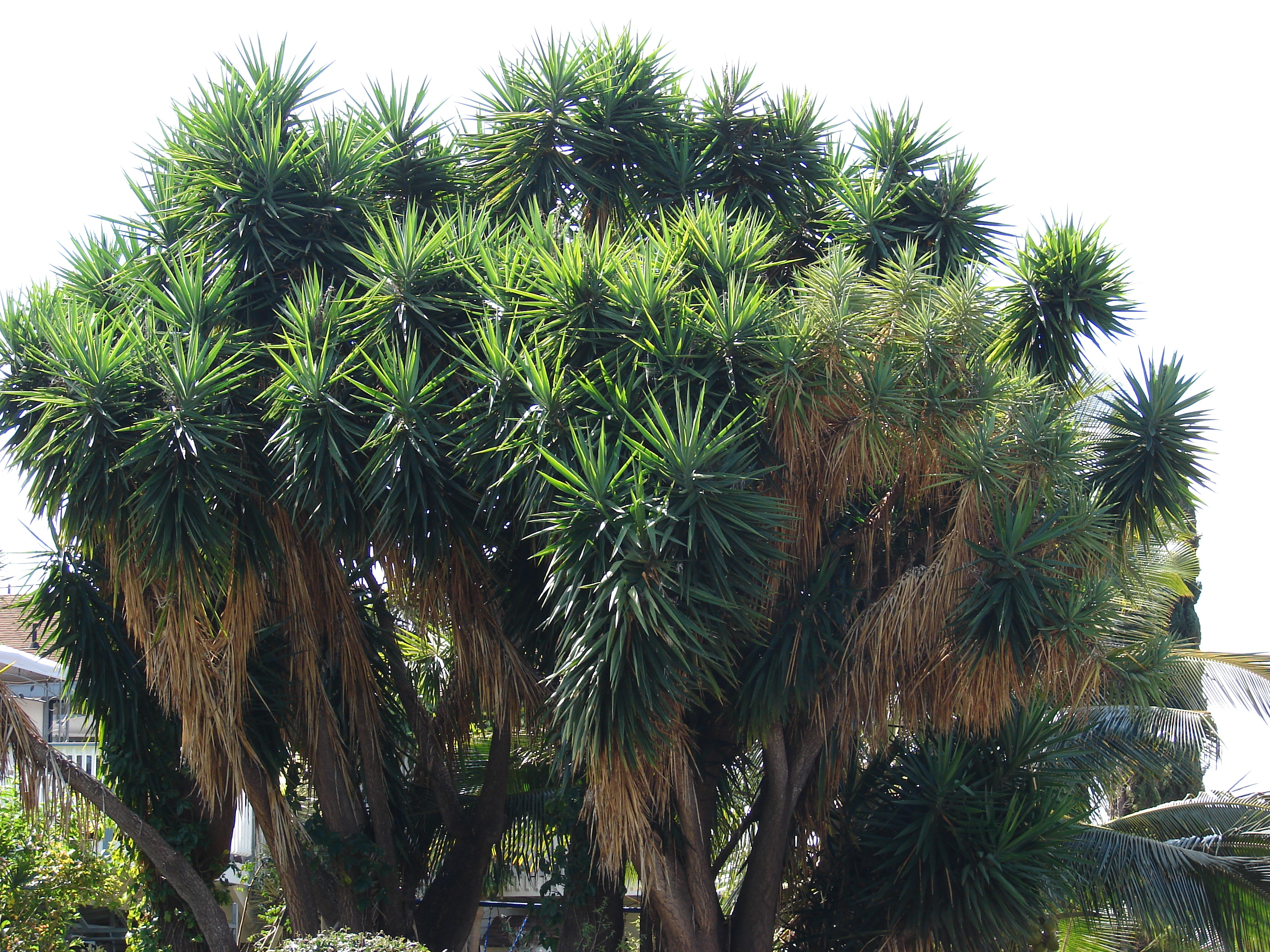
Yucca gigantea
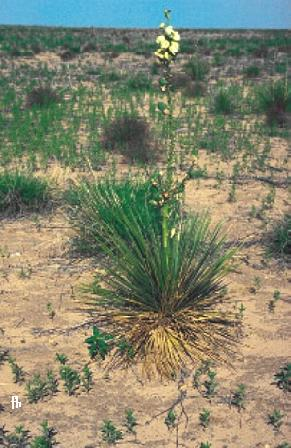
Yucca glauca
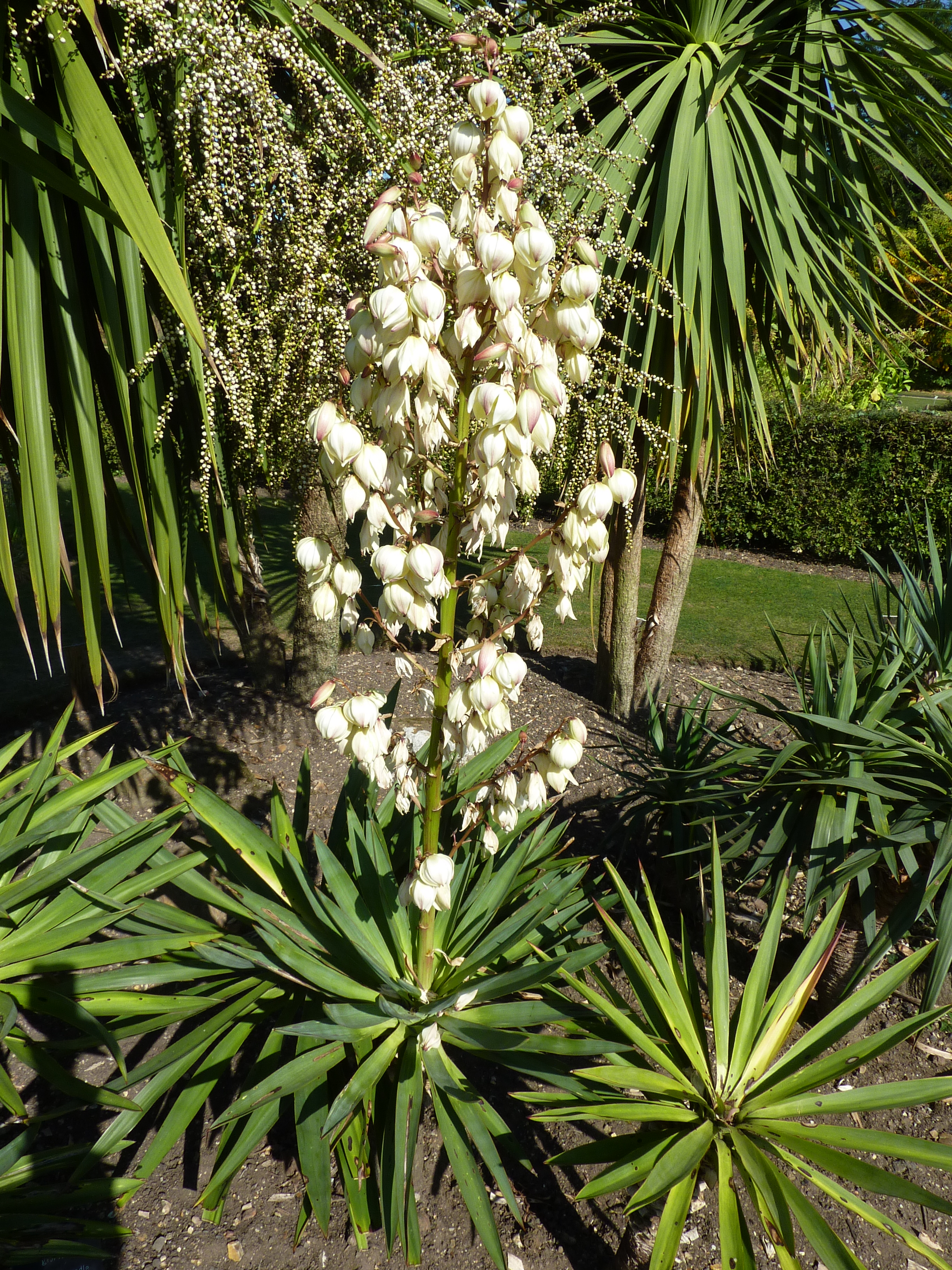
Yucca gloriosa
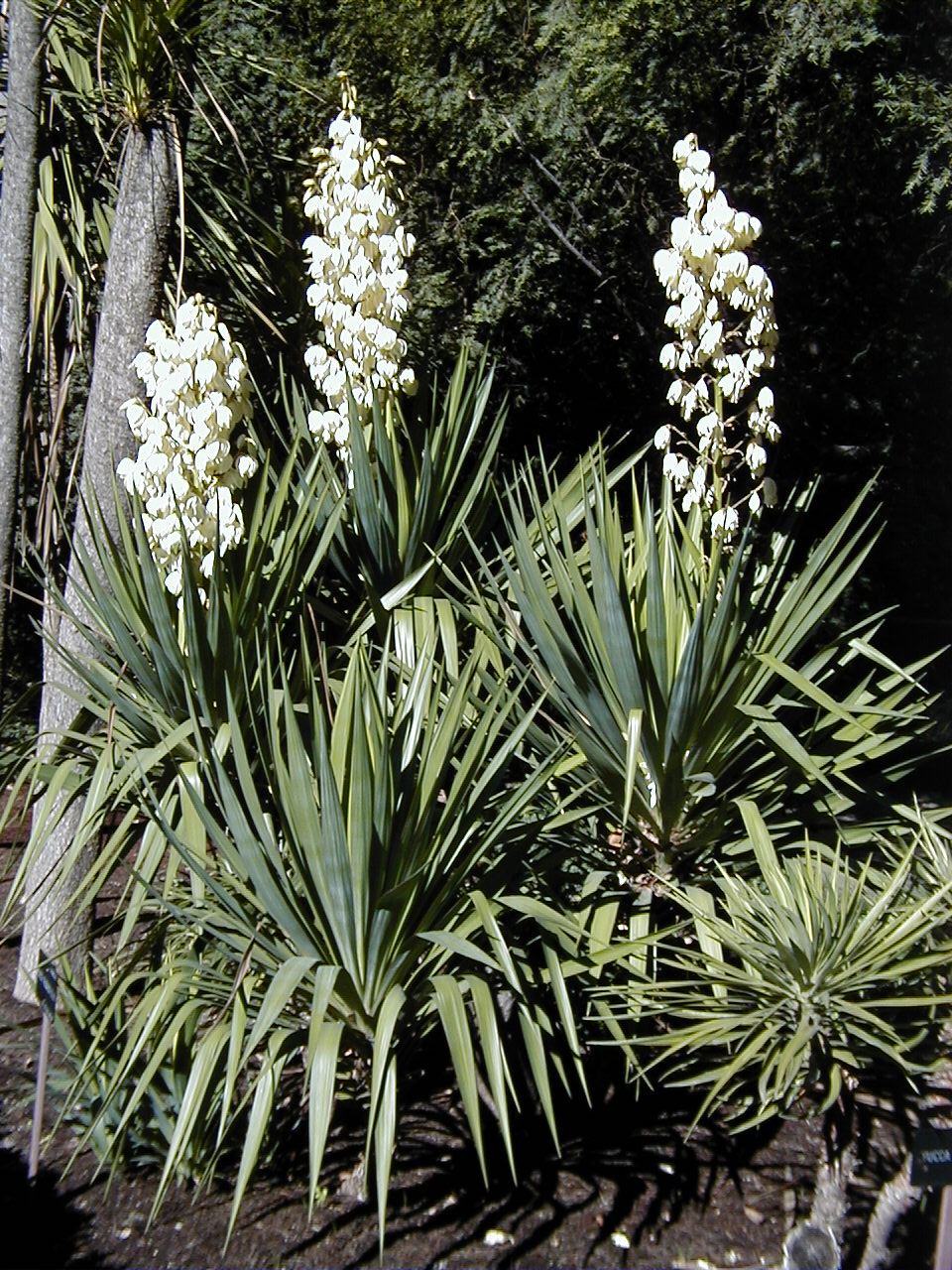
Yucca gloriosa var. recurvifolia
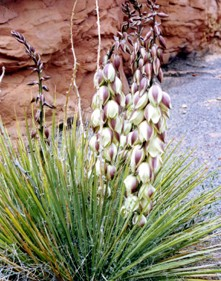
Yucca harrimaniae
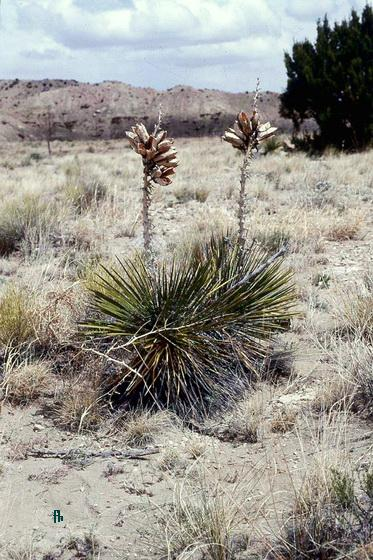
Yucca intermedia
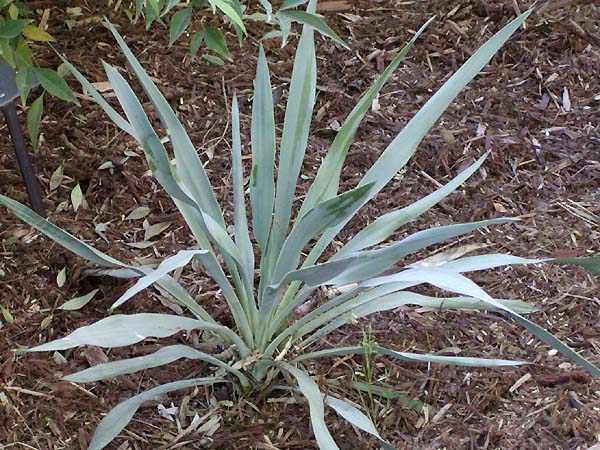
Yucca pallida
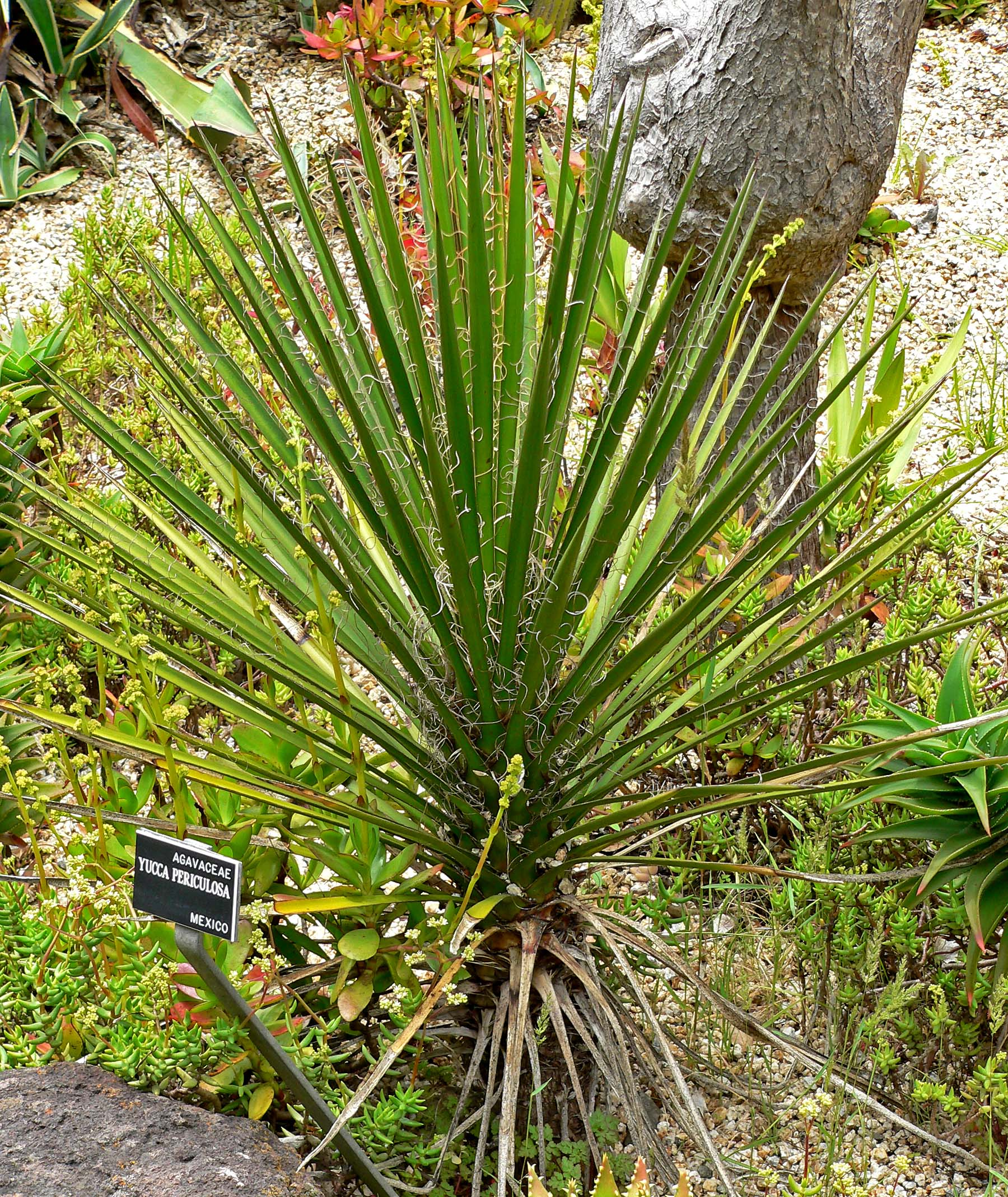
Yucca periculosa
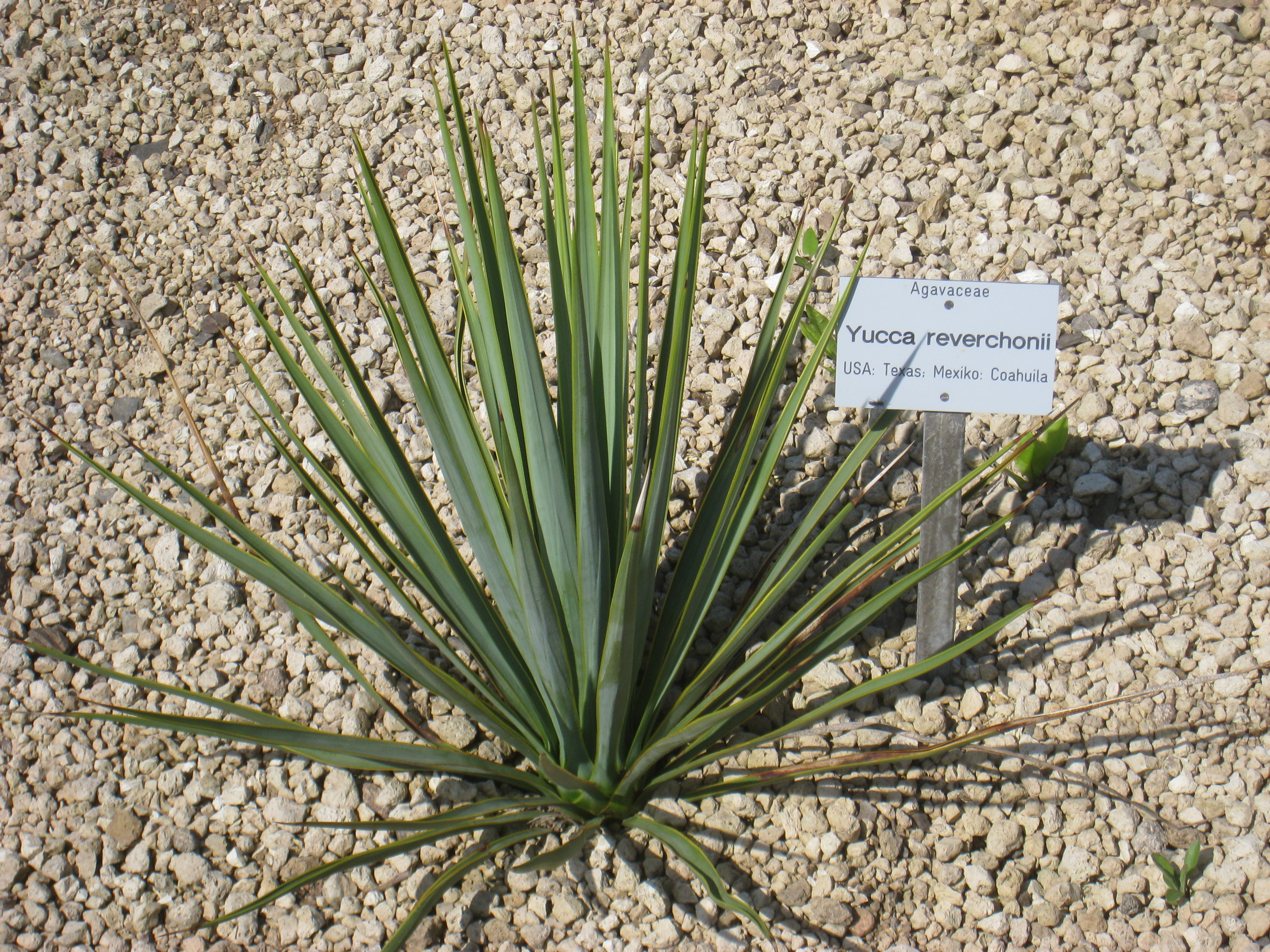
Yucca reverchonii
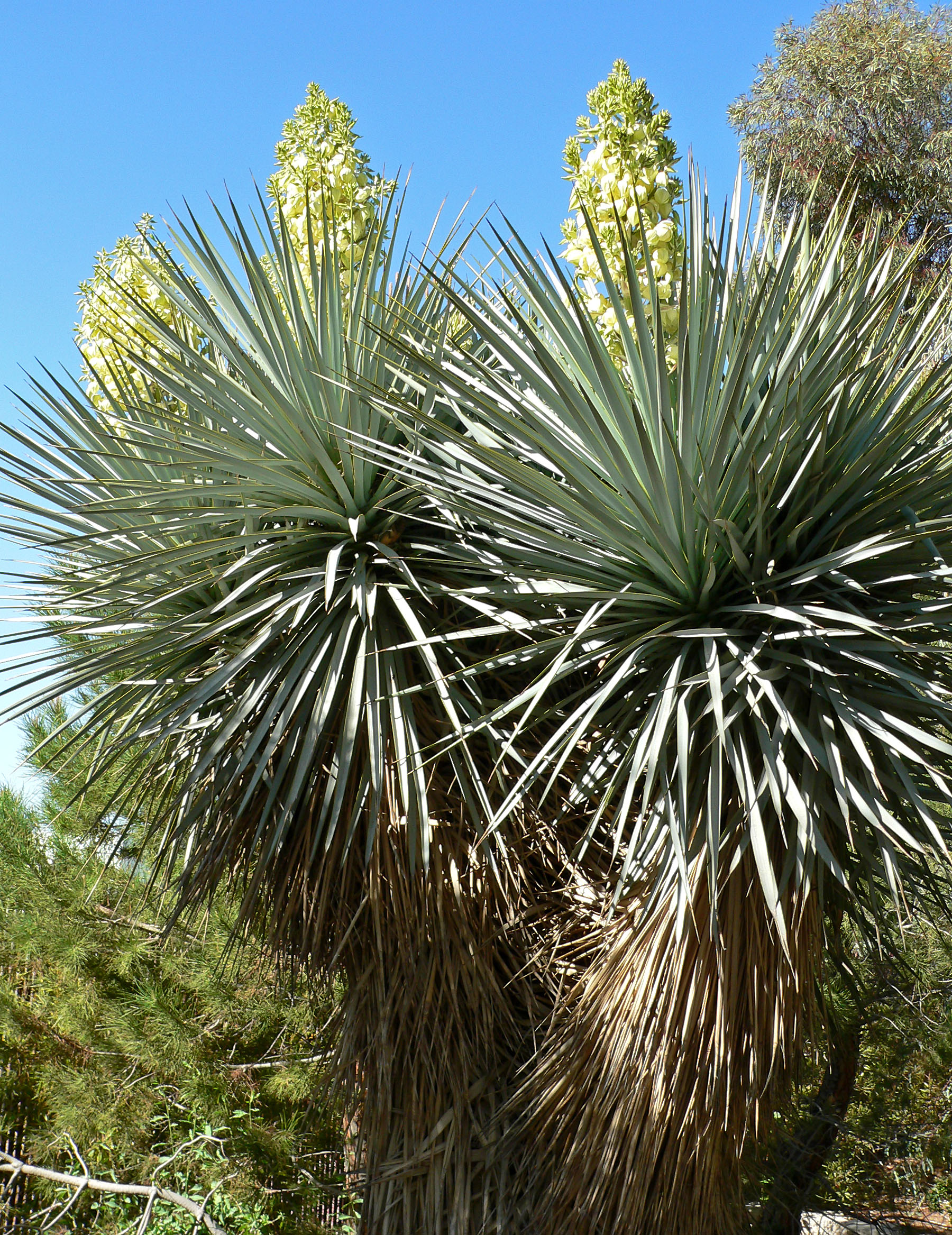
Yucca rigida
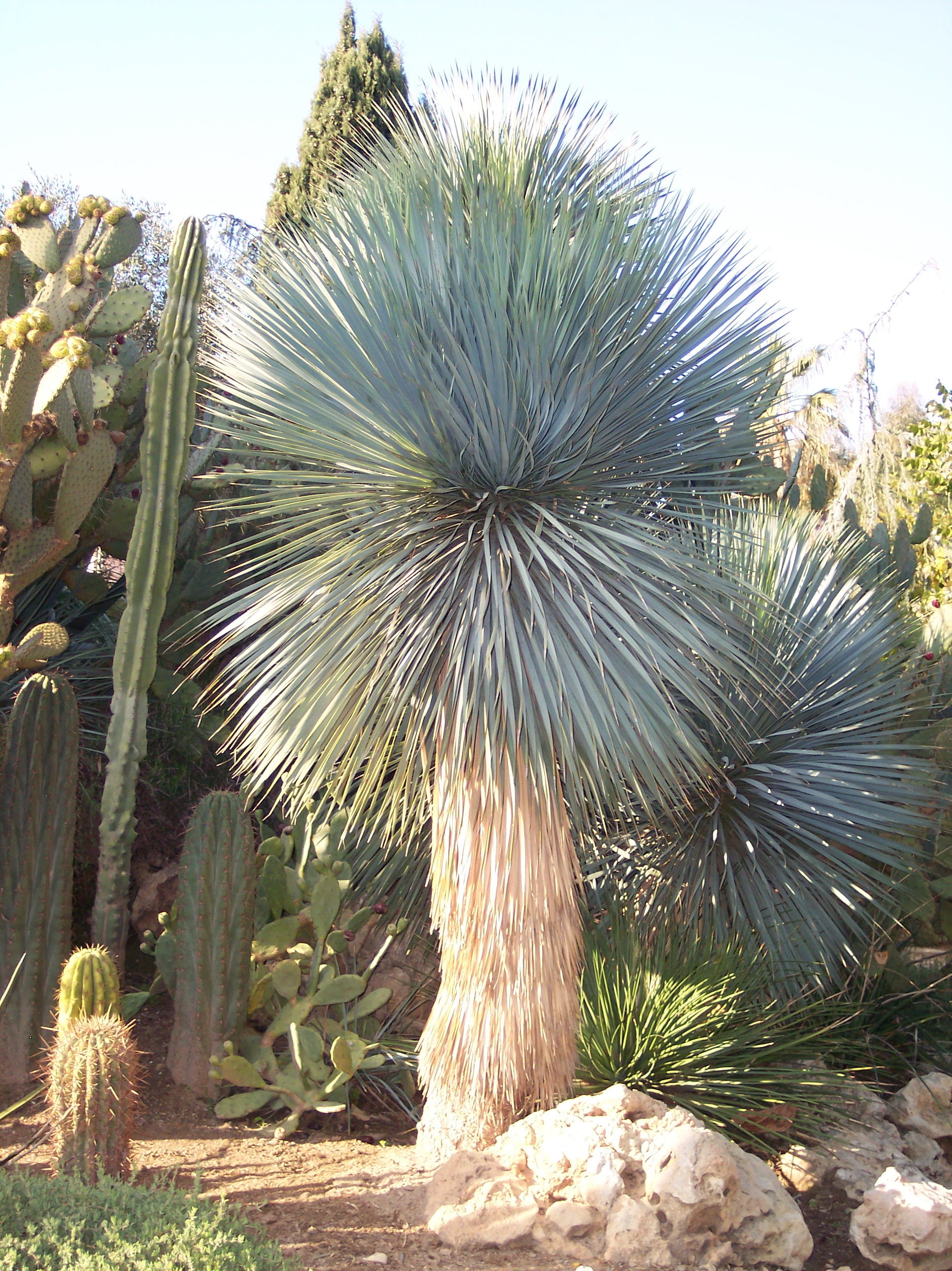
Yucca rostrata
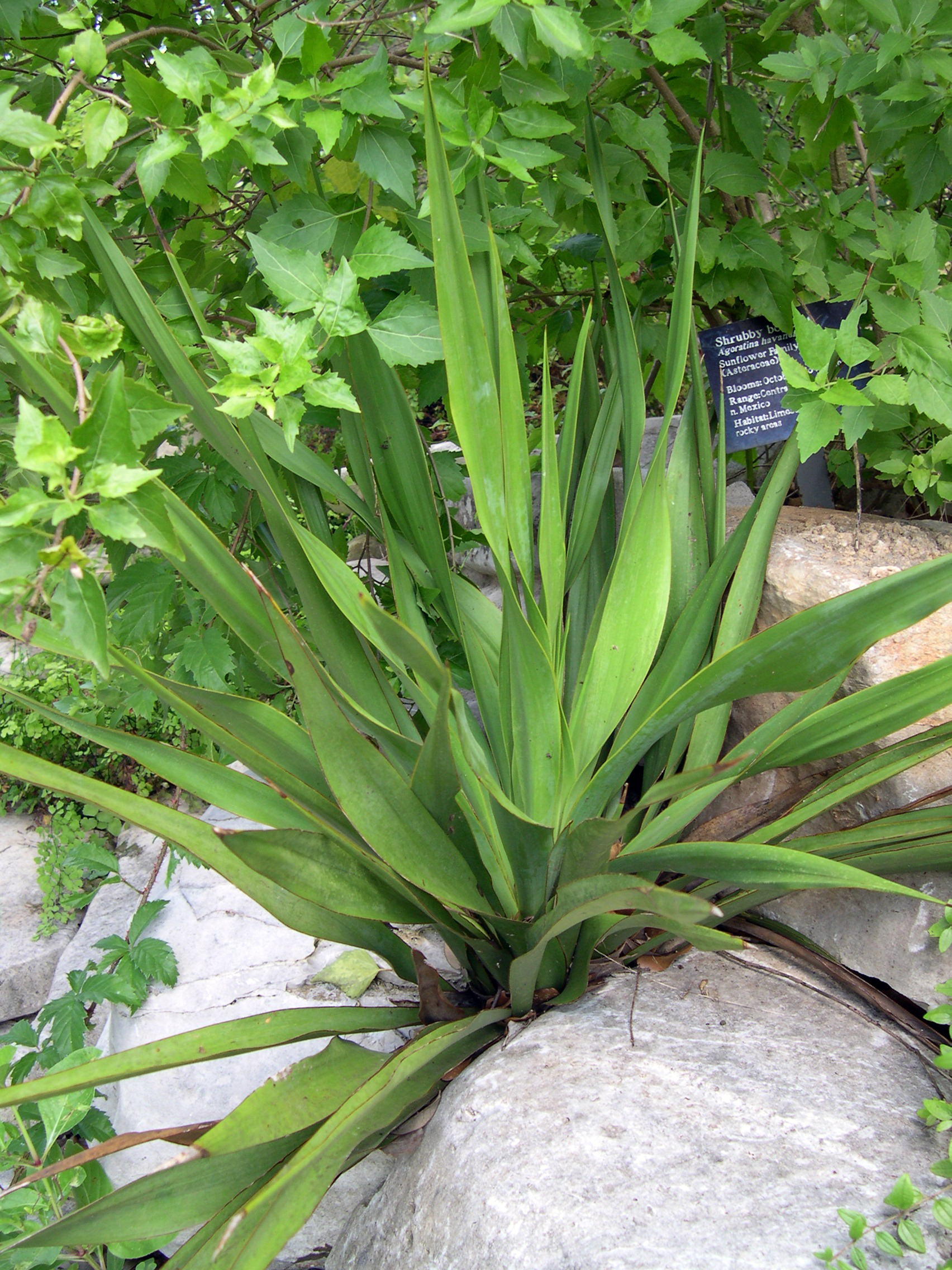
Yucca rupicola
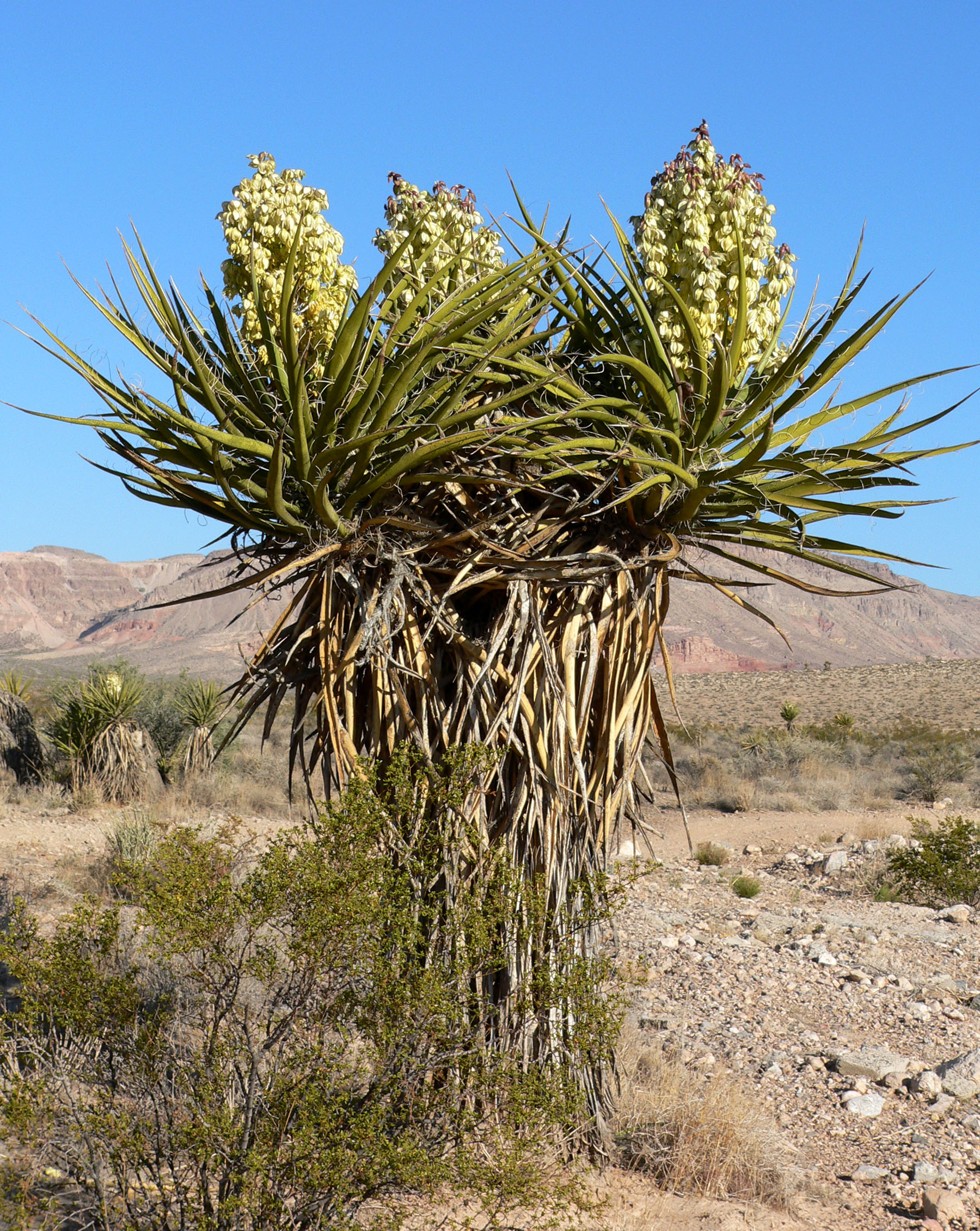
Yucca schidigera
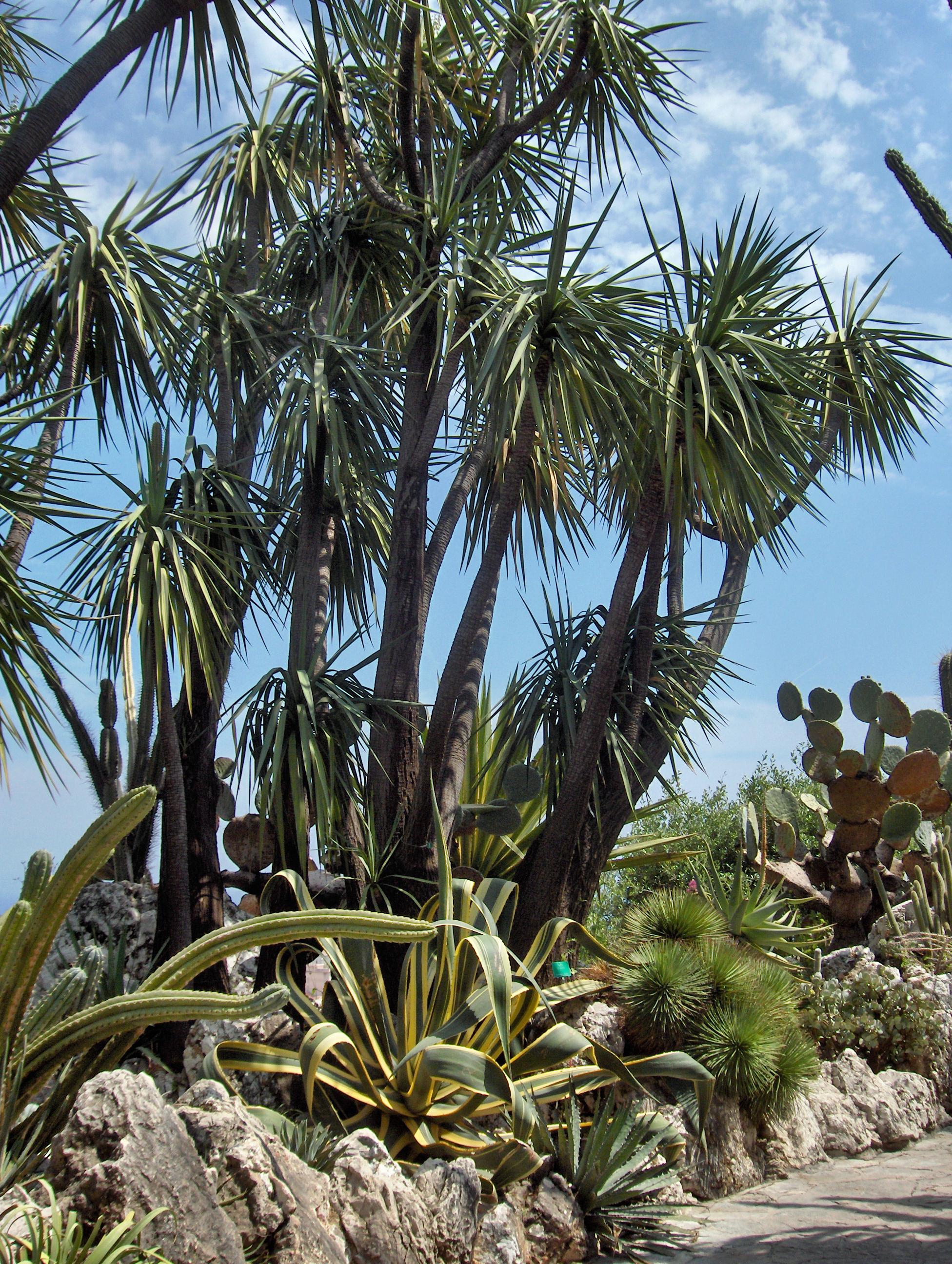
Yucca schottii
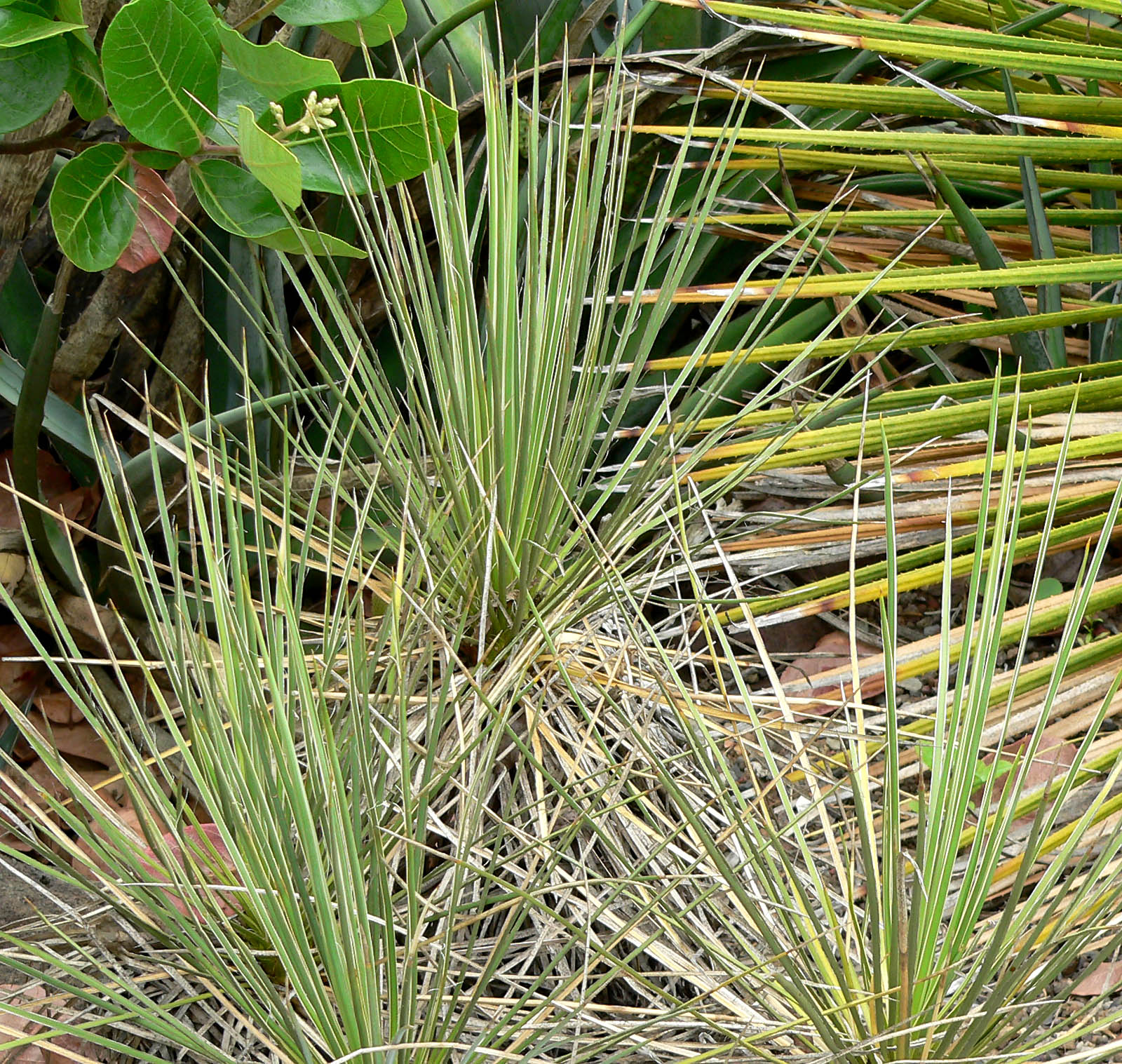
Yucca standleyi
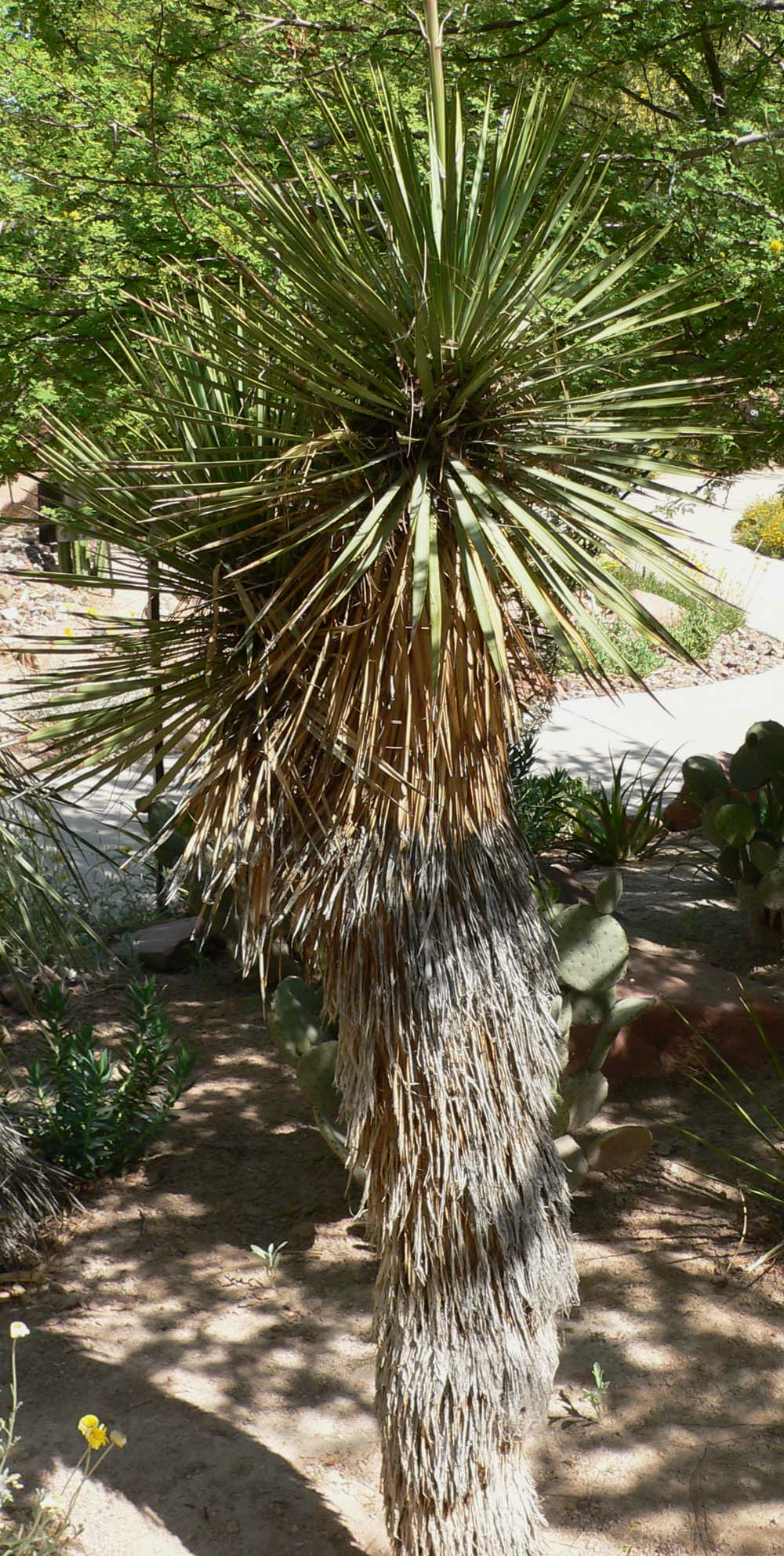
Yucca thompsoniana
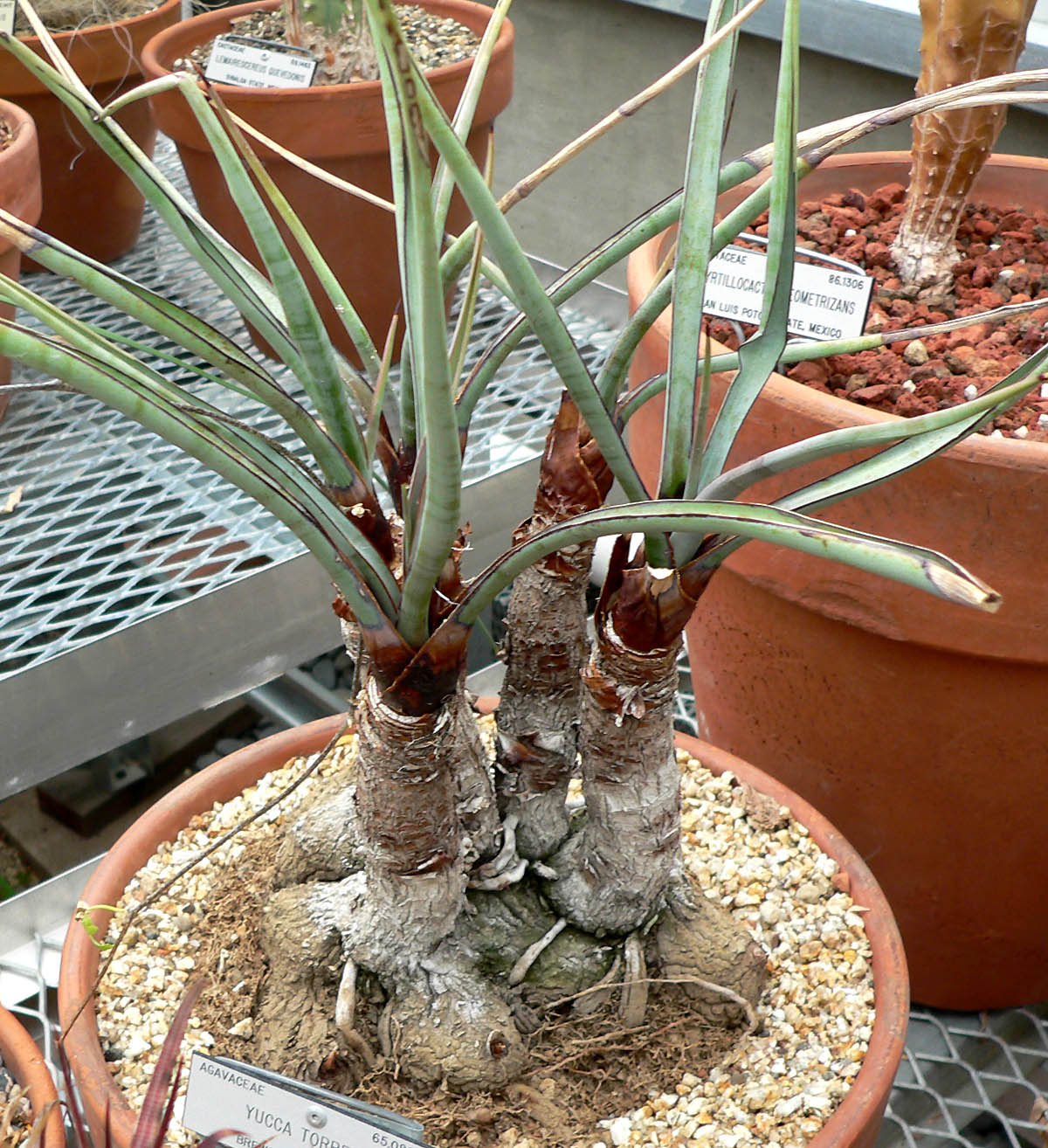
Yucca torreyi
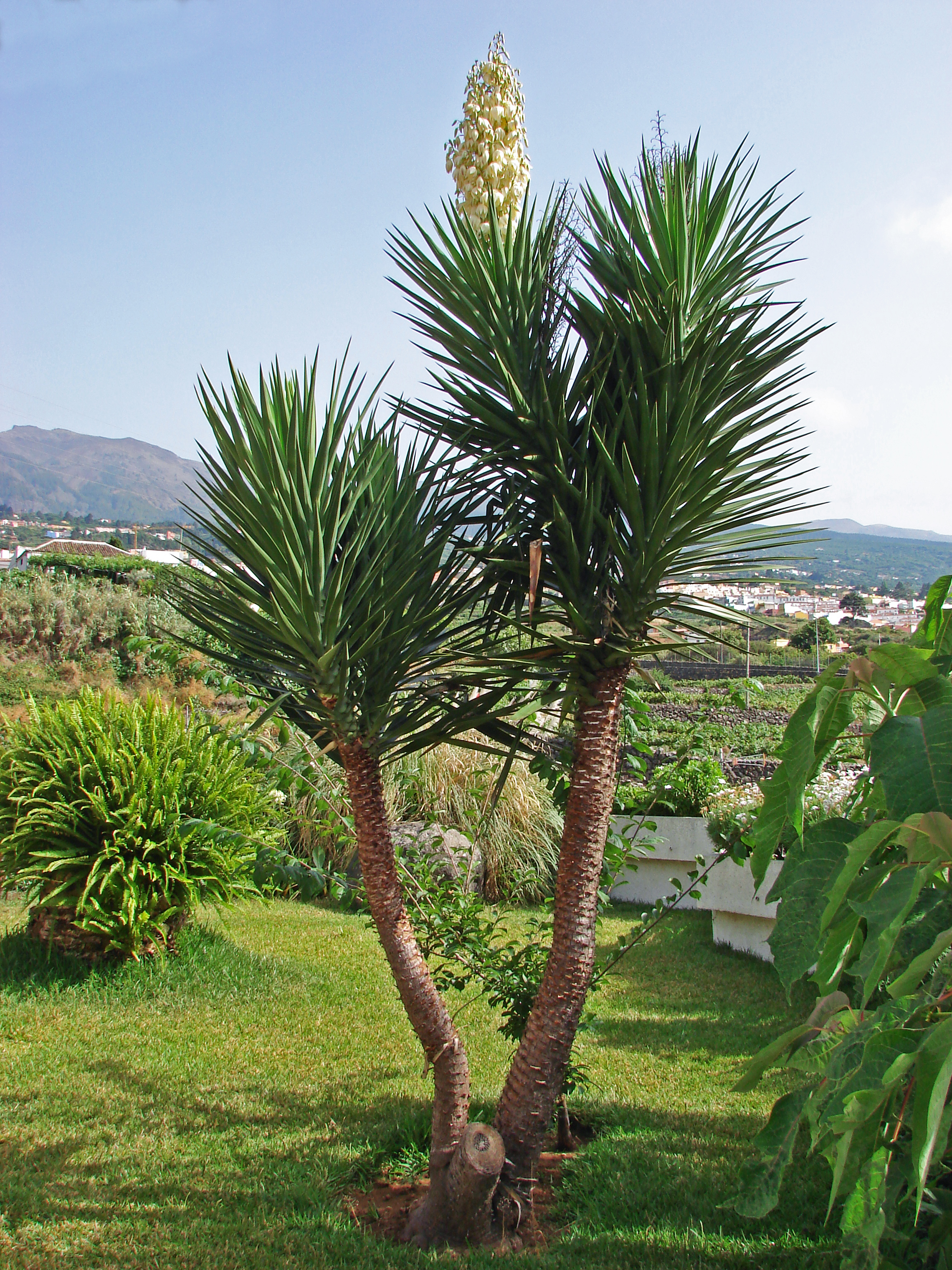
Yucca treculeana
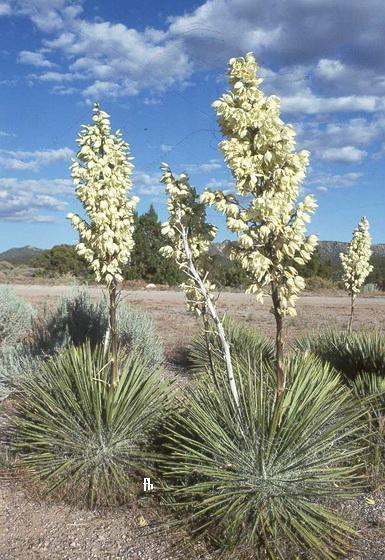
Yucca utahensis